# Platylygus intermedius
Platylygus intermedius är en insektsart som beskrevs av Knight 1918. Platylygus intermedius ingår i släktet Platylygus och familjen ängsskinnbaggar. Inga underarter finns listade i Catalogue of Life.